# Shirley MacLaine
Shirley MacLaine (Richmond, Virgínia, 24 d'abril de 1934) és una actriu dels Estats Units, guanyadora d'un Oscar.

## Biografia

### Primers anys
MacLaine va néixer a Richmond (Virgínia), en una família de creença baptista, de pare estatunidenc d'origen anglès i mare canadenca d'origen irlandès i escocès, dedicada a ser professora de teatre. El seu germà petit és Warren Beatty, actor i director. Els seus pares li van posar aquest nom en honor de Shirley Temple. MacLaine va créixer a Waverly (Virgínia), es va graduar en educació secundària i es va traslladar a Nova York per viure el somni de ser actriu de Broadway.
El seu primer somni d'infantesa era ser ballarina. Va anar a classes de ballet fervorosament durant tota la seva joventut. Quan va aconseguir interpretar el paper de fada a La ventafocs, mentre escalfava entre bastidors, es va trencar el turmell. Tot i així, se'l va embenar, va continuar amb l'espectacle i, fins després d'acabar, no va demanar una ambulància. L'accident, però, li va truncar la carrera en el ballet professional. Alesi, va canviar d'objectiu i va centrar-se en el teatre.
Va aconseguir la seva meta quan es va convertir en actriu suplent de Carol Haney en The Pajama Game; Haney es va trencar el turmell i MacLaine la va reemplaçar.
Uns quants mesos després, amb Haney encara fora de joc, el director i productor Hal B. Wallis, que era entre el públic, es va fixar en MacLaine i la va contractar perquè anés a Hollywood a treballar per a la Paramount Pictures.
Més tard, Shirley demandaria Wallis sobre una disputa contractual, un plet que es creu que va ajudar a erradicar l'antic estil de gestió d'actors per part dels estudis.

### Carrera

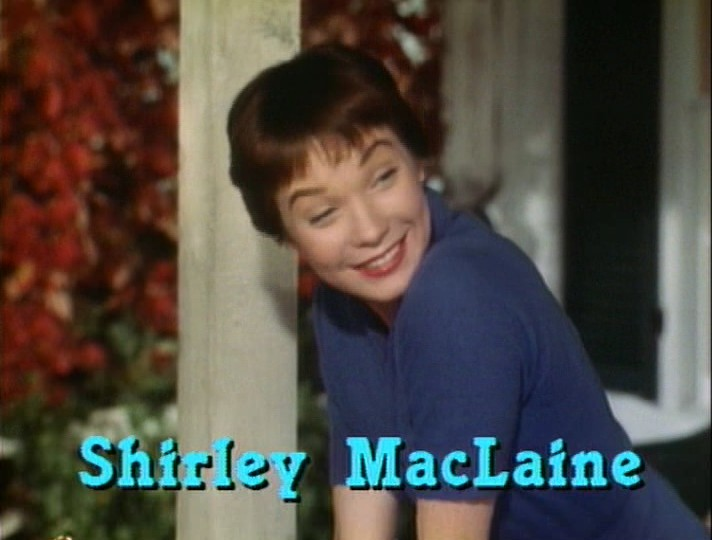
MacLaine en la seva primera pel·lícula The Trouble with Harry

La seva primera pel·lícula va ser The trouble with Harry, d'Alfred Hitchcock, el 1955.
MacLaine va ser nominada a l'Oscar a la millor actriu cinc vegades: el 1958 per Some came running, el 1960 per L'apartament, el 1963 per Irma la douce, el 1977 per The Turning Point i el 1983 per La força de la tendresa, pel·lícula amb què finalment el va guanyar. El 1975, també va rebre una nominació pel millor documental curt per The Other Half of the Sky: A China Memoir.
Fa poc va aparèixer com l'àvia materna de Cameron Diaz i Toni Collette en In Her Shoes, i el 2008 va gravar una coproducció europea, en format telesèrie, encarnant Coco Chanel.

### Vida privada
MacLaine va estar casada amb l'home de negocis Steve Parker fins al 1982. Van tenir una filla, Sachi Parker (n. 1956).
En els cercles polítics, MacLaine és coneguda per la seva antiga relació amb Andrew Peacock, un antic aspirant a primer ministre d'Austràlia pel Partit Liberal, que més tard va ser nomenat ambaixador dels Estats Units. També té una forta amistat amb el diputat d'Ohio Dennis Kucinich, que va ser candidat dels demòcrates en les primàries presidencials de 2004.
Durant algun temps, MacLaine va expressar la seva creença que era una encarnació d'una princesa inca, a causa de les seves pràctiques esotèriques sobre la reencarnació. També va fer el camí de Sant Jaume a Espanya, i aixecà força expectació.
MacLaine va trobar el seu camí en molts llibres de casos de l'escola de Dret quan va demandar la 20th Century Fox per incompliment d'un contracte.
Twentieth Century Fox li va oferir un paper en una altra pel·lícula, Big Country, Big Man. El rebuig de MacLaine va portar una apel·lació per la Twentieth Century Fox a la Cort Suprema de Califòrnia el 1970, i la cort va dictaminar en contra d'ells: Parker v. Twentieth Century-Fox Film Corp., 474 P.2d 689 (Cal. 1970).

## Filmografia
Les seves pel·lícules més destacades són:
| Any  | Pel·lícula                                                         | Paper                                                     | Notes |
| ---- | ------------------------------------------------------------------ | --------------------------------------------------------- | --- |
| 1955 | The Trouble with Harry                                             | Jennifer Rogers                                           | Nominada — BAFTA a la millor actriu |
| 1955 | Artists and Models                                                 | Bessie Sparrowbrush                                       | |
| 1956 | La volta al món en vuitanta dies (Around the World in Eighty Days) | Princess Aouda                                            | |
| 1958 | Com un torrent (Some Came Running)                                 | Ginnie Moorehead                                          | Nominada — Oscar a la millor actriu Nominada — Globus d'Or a la millor actriu dramàtica                                                                      |
| 1958 | The Sheepman                                                       | Dell Payton                                               | |
| 1958 | Hot Spell                                                          | Virginia Duval                                            | |
| 1958 | The Matchmaker                                                     | Irene Molloy                                              | |
| 1958 | Ask Any Girl                                                       | Meg Wheeler                                               | BAFTA a la millor actriu Os de Plata a la millor interpretació femenina Nominada — Globus d'Or a la millor actriu musical o còmica                           |
| 1959 | Career                                                             | Sharon Kensington                                         | |
| 1960 | La quadrilla dels onze (Ocean's Eleven)                            | Tipsy girl                                                | cameo |
| 1960 | Can-Can                                                            | Simone Pistache                                           | |
| 1960 | L'apartament (The Apartment)                                       | Fran Kubelik                                              | BAFTA a la millor actriu Globus d'Or a la millor actriu musical o còmica Copa Volpi per la millor interpretació femenina Nominada — Oscar a la millor actriu |
| 1961 | La calúmnia (The Children's Hour)                                  | Martha Dobie                                              | Nominada — Globus d'Or a la millor actriu dramàtica |
| 1961 | Obra d'una nit (All in a Night's Work)                             | Katie Robbins                                             | |
| 1961 | Two Loves                                                          | Anna Vorontosov                                           | |
| 1962 | Two for the Seesaw                                                 | Gittel Mosca                                              | |
| 1962 | La meva dolça geisha (My Geisha)                                   | Lucy Dell/Yoko Mori                                       | |
| 1963 | Irma la douce                                                      | Irma la Douce                                             | Globus d'Or a la millor actriu musical o còmica Nominada — Oscar a la millor actriu Nominada — BAFTA a la millor actriu                                      |
| 1964 | The Yellow Rolls-Royce                                             | Mae Jenkins                                               | |
| 1964 | What a Way to Go!                                                  | Louisa May Foster                                         | Nominada — BAFTA a la millor actriu |
| 1965 | John Goldfarb, Please Come Home                                    | Jenny Erichson                                            | |
| 1966 | Gambit                                                             | Nicole Chang                                              | Nominada — Globus d'Or a la millor actriu musical o còmica                                                                                                   |
| 1967 | Woman Times Seven                                                  | Paulette/Maria Teresa/Linda/ Edith/Eve Minou/Marie/Jeanne | Nominada — Globus d'Or a la millor actriu musical o còmica                                                                                                   |
| 1968 | The Bliss of Mrs. Blossom                                          | Harriet Blossom                                           | |
| 1969 | Sweet Charity                                                      | Charity Hope Valentine                                    | Nominada — Globus d'Or a la millor actriu musical o còmica                                                                                                   |
| 1970 | Two Mules for Sister Sara                                          | Sara                                                      | |
| 1971 | Desperate Characters                                               | Sophie Bentwood                                           | Os de Plata a la millor interpretació femenina |
| 1972 | The Possession of Joel Delaney                                     | Norah Benson                                              | |
| 1975 | The Other Half of the Sky: A China Memoir                          | Ella mateixa                                              | Documental Escrita, dirigida i produïda Nominada — Oscar al millor documental                                                                                |
| 1977 | The Turning Point                                                  | Deedee Rodgers                                            | Nominada — Oscar a la millor actriu |
| 1979 | Being There                                                        | Eve Rand                                                  | Nominada — BAFTA a la millor actriu Nominada — Globus d'Or a la millor actriu musical o còmica                                                               |
| 1980 | A Change of Seasons                                                | Karyn Evans                                               | |
| 1980 | Canvi d'esposes (Loving Couples)                                   | Evelyn                                                    | |
| 1983 | La força de la tendresa (Terms of Endearment)                      | Aurora Greenway                                           | Oscar a la millor actriu Premi David di Donatello a la millor actriu estrangera Globus d'Or a la millor actriu dramàtica Nominada — BAFTA a la millor actriu |
| 1984 | Els bojos del Cannonball 2 (Cannonball Run II)                     | Veronica                                                  | |
| 1987 | Out on a Limb                                                      | Herself                                                   | Nominada — Globus d'Or a la millor actriu en minisèrie o telefilm                                                                                            |
| 1988 | Madame Sousatzka                                                   | Madame Yuvline Sousatzka                                  | Globus d'Or a la millor actriu dramàtica Copa Volpi per la millor interpretació femenina                                                                     |
| 1989 | Magnòlies d'acer (Steel Magnolias)                                 | Ouiser Boudreaux                                          | Nominada — BAFTA a la millor actriu secundària |
| 1990 | Postals des de Hollywood (Postcards from the Edge)                 | Doris Mann                                                | Nominada — BAFTA a la millor actriu Nominada — Globus d'Or a la millor actriu secundària                                                                     |
| 1990 | Waiting for the Light                                              | Aunt Zena                                                 | |
| 1991 | Un judici celestial (Defending Your Life)                          | "Past Lives Pavilion" Convidat                            | |
| 1992 | Un amor de tardor (Used People)                                    | Pearl Berman                                              | Nominada — Globus d'Or a la millor actriu musical o còmica                                                                                                   |
| 1993 | Wrestling Ernest Hemingway                                         | Helen Cooney                                              | |
| 1994 | Tess i el seu guardaespatlles (Guarding Tess)                      | Tess Carlisle                                             | Nominada — Globus d'Or a la millor actriu musical o còmica                                                                                                   |
| 1995 | The West Side Waltz                                                | Margaret Mary Elderdice                                   | |
| 1996 | La força de la tendresa. La història continua (The Evening Star)   | Aurora Greenway                                           | |
| 1996 | Senyora Winterbourne (Mrs. Winterbourne)                           | Grace Winterbourne                                        | |
| 1997 | Un somriure com el teu (A Smile Like Yours)                        | Martha                                                    | no surt als crèdits |
| 1999 | Joan of Arc                                                        | Madame de Beaurevoir                                      | |
| 2000 | Bruno                                                              | Helen                                                     | Dirigida per Shirley MacLaine |
| 2001 | These Old Broads                                                   | Kate Westbourne                                           | |
| 2002 | Salem Witch Trials                                                 | Rebecca Nurse                                             | |
| 2002 | Hell on Heels: The Battle of Mary Kay                              | Mary Kay                                                  | Nominada — Globus d'Or a la millor actriu en minisèrie o telefilm                                                                                            |
| 2003 | Carolina                                                           | Àvia Millicent Mirabeau                                   | |
| 2005 | Rumor Has It                                                       | Katharine Richelieu                                       | |
| 2005 | Embruixada (Bewitched)                                             | Iris Smythson/Endora                                      | |
| 2005 | A les seves sabates (In Her Shoes)                                 | Ella Hirsch                                               | Nominada — Globus d'Or a la millor actriu secundària |
| 2007 | Tancant el cercle (Closing the Ring)                               | Ethel Ann                                                 | |
| 2008 | Coco Chanel                                                        | Coco Chanel                                               | Nominada — Primetime Emmy a la millor actriu en minisèrie o telefilm Nominada — Globus d'Or a la millor actriu en minisèrie o telefilm                       |
| 2008 | Anne of Green Gables: A New Beginning                              | Amelia Thomas                                             | |
| 2010 | El dia de Sant Valentí (Valentine's Day)                           | Estelle                                                   | |
| 2011 | Bernie                                                             | Marjorie Nugent                                           | |
| 2013 | La vida secreta de Walter Mitty (The Secret Life of Walter Mitty)  | Edna Mitty                                                | |
| 2014 | Elsa & Fred                                                        | Elsa Hayes                                                | |
| 2015 | Com reines                                                         | Eva                                                       | |
| 2017 | The Last Word                                                      | Harriett Lauler                                           | |
| 2018 | La Sireneta                                                        | Eloise                                                    | |
| 2019 | Noelle                                                             | Polly                                                     | |